# There Will Be Blood
There Will Be Blood (bra: Sangue Negro; prt: Haverá Sangue) é um filme norte-americano de 2007 do gênero drama. Escrito e dirigido por Paul Thomas Anderson, ele é baseado no romance Oil!, de Upton Sinclair.
A trilha sonora do filme foi composta pelo músico Jonny Greenwood, da banda Radiohead, e a fotografia é de Robert Elswit, que trabalhou com Paul Thomas Anderson em Magnolia, Boogie Nights e Punch-Drunk Love.

## Sinopse
No início do século XX, na Califórnia, Daniel Plainview (Daniel Day-Lewis) é um mineiro derrotado que passa seu tempo cuidando do filho. Ao ficar sabendo que no vilarejo de Little Boston o petróleo jorra do solo, ele decide partir para lá. Daniel e o filho se arriscam e logo encontram um poço de petróleo que lhes traz riqueza, mas também muitos conflitos.

## Elenco
- Daniel Day-Lewis .... Daniel Plainview
- Paul Dano .... Paul Sunday / Eli Sunday
- Dillon Freasier .... H.W. Plainview
- Ciarán Hinds .... Fletcher Hamilton
- Kevin J. O'Connor .... Henry Brands
- David Willis .... Abel Sunday
- Mary Elizabeth Barrett .... Fanny Clark

## Produção

### Desenvolvimento

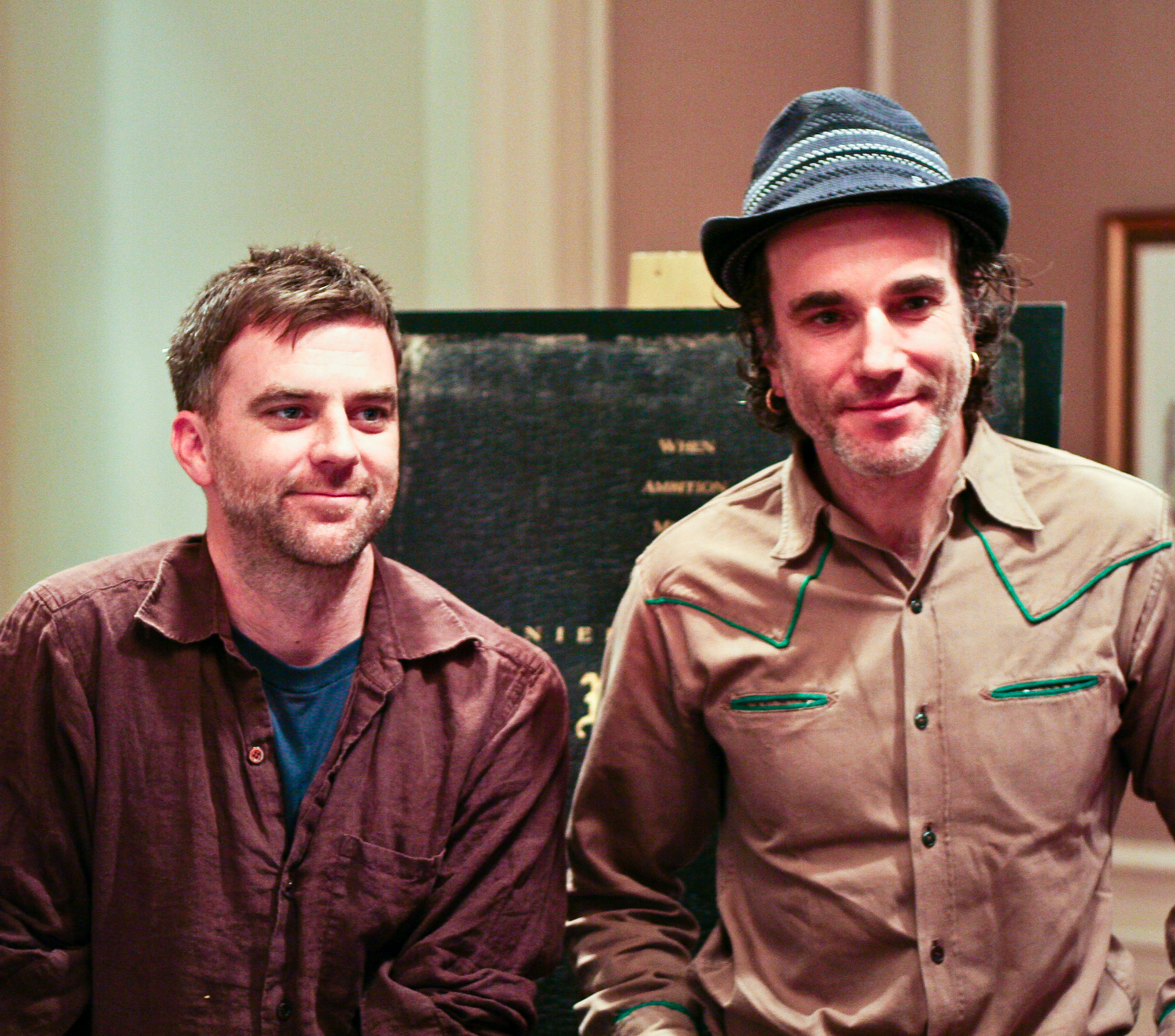
Paul Thomas Anderson e Daniel Day-Lewis, em Nova Iorque, dezembro de 2007.

Depois que Eric Schlosser terminou de escrever Fast Food Nation, os jornalistas o indagavam sobre Upton Sinclair e, embora ele tivesse lido o romance The Jungle, não conhecia seus outros trabalhos ou qualquer coisa sobre o autor. Ele decidiu ler a maior parte das obras de Sinclair, inclusive o romance "Petróleo!", que ele adorou. Schlosser achou o livro emocionante e pensou que daria uma ótima adaptação, então procurou a empresa de Sinclair e comprou os direitos para o filme. Pensou, então, em encontrar um diretor que fosse tão apaixonado pelo livro como ele era, mas Paul Thomas Anderson o abordou primeiro.
Anderson estava trabalhando na estória de um conflito entre duas famílias, mas logo percebeu que o roteiro não estava funcionando. Desmotivado, ele comprou uma cópia de Petróleo! em Londres, atraído pela ilustração da capa: um campo petrolífero da Califórnia. Enquanto lia, Anderson ficou fascinado com o livro, e depois de entrar em contato com Schlosser, começou adaptando as primeiras 150 páginas em um roteiro. Ele começou a ter uma ideia real de que caminho tomar com o roteiro após muitas visitas a museus dedicados aos primeiros petroleiros em Bakersfield. Anderson alterou o título de Petróleo! para "There Will Be Blood", porque  sentiu que "não há o suficiente do livro para ser uma adaptação adequada". Ele disse sobre escrever o roteiro:
| “ | Lembro-me de como minha mesa ficou, com tantos papeis e livros sobre a indústria do petróleo no início do século XX, misturados com trechos de outros roteiros que eu tinha escrito. Tudo estava vindo de fontes diferentes, mas o livro foi um grande trampolim. Era tão coeso, o jeito que Upton Sinclair escreveu sobre esse período e as experiências nos campos de petróleo e estes petroleiros independentes. Dito isto, o livro era tão longo que acabamos usando apenas as primeiras 100 páginas, há um ponto em que ele se desvia muito do que a história original é. Nós fomos infiéis ao livro. Isso não quer dizer que eu não goste do livro; eu o adoro. Mas havia tantas outras coisas flutuando ao redor... E em um certo ponto, eu entendi no quê ele se baseava. Ele estava escrevendo sobre a vida dos barões do petróleo Edward Doheny e Harry Sinclair. Então, foi como se o livro fosse um bom colaborador. | ” |

Anderson, que já havia afirmado que gostaria de trabalhar com o ator Daniel Day-Lewis, escreveu o roteiro com ele em mente, e entrou em contato quando o script estava quase completo. Anderson tinha ouvido falar que Daniel Day-Lewis gostava de seu filme anterior, Punch-Drunk Love, o que lhe deu a confiança necessária para entregar ao ator uma cópia do roteiro incompleto. De acordo com Day-Lewis, o personagem ter sido escrito para que ele o interpretasse foi o que o convenceu a participar.
De acordo com a produtora Joanne Sellar, este foi um filme difícil de financiar, porque "os estúdios não achava que tinha o escopo de um grande filme", e levou dois anos para conseguir financiamento para a produção. Para o papel de "filho" de Plainview, Anderson procurou pessoas em Los Angeles e Nova York, mas percebeu que precisava de alguém do Texas, que sabia como dar um tiro de espingarda e "viver nesse mundo". O mais indicado foi Dillon Freasier e, ao conversar com ele, Anderson percebeu que era a pessoa perfeita para o papel.
Para construir seu personagem, Day-Lewis começou trabalhando a voz. Anderson mandou gravações do final do século XIX até 1927, e uma cópia do filme O Tesouro de Sierra Madre (1948), inclusive documentários sobre seu diretor, John Huston, uma influência importante no filme de Anderson. De acordo com Anderson, ele se inspirou no fato de que Sierra Madre fala "sobre ganância, ambição e paranoia, e sobre olhar para as piores partes de si mesmo". Enquanto escrevia o roteiro, ele assistia ao filme antes de dormir. Na pesquisa para o papel, Day-Lewis leu cartas de trabalhadores e estudou fotografias do período. Inspirou-se no magnata do petróleo Edward Doheny, em quem o livro de Sinclair é baseado.

## Principais prêmios e indicações
| Premiação                                    | Categoria                                       | Recipiente                           | Resultado    |
| -------------------------------------------- | ----------------------------------------------- | ------------------------------------ | ------------ |
| Oscar 2008                                   | Melhor filme                                    |                                      | Indicado     |
| Oscar 2008                                   | Melhor direção                                  | Paul Thomas Anderson                 | Indicado     |
| Oscar 2008                                   | Melhor ator                                     | Daniel Day-Lewis                     | Venceu       |
| Oscar 2008                                   | Melhor roteiro adaptado                         | Paul Thomas Anderson                 | Indicado     |
| Oscar 2008                                   | Melhor direção de arte                          | Jack Fisk, Jim Erickson              | Indicado     |
| Oscar 2008                                   | Melhor fotografia                               | Robert Elswit                        | Venceu       |
| Oscar 2008                                   | Melhor edição                                   | Dylan Tichenor                       | Indicado     |
| Oscar 2008                                   | Melhor edição de som                            | Matthew Wood, Christopher Scarabosio | Indicado     |
| American Film Institute 2007                 | Top 10 de filmes                                |                                      | eleito       |
| Austin Film Critics Association Awards 2007  | Top 10 de filmes                                |                                      | 1º lugar     |
| Austin Film Critics Association Awards 2007  | Melhor filme                                    |                                      | Venceu       |
| Austin Film Critics Association Awards 2007  | Melhor diretor                                  | Paul Thomas Anderson                 | Venceu       |
| Austin Film Critics Association Awards 2007  | Melhor ator                                     | Daniel Day-Lewis                     | Venceu       |
| Austin Film Critics Association Awards 2007  | Melhor fotografia                               | Robert Elswit                        | Venceu       |
| Austin Film Critics Association Awards 2007  | Melhor trilha sonora                            | Jonny Greenwood                      | Venceu       |
| Australian Film Critics Association 2008     | Melhor filme estrangeiro                        |                                      | Venceu       |
| 61ª do BAFTA                                 | Melhor filme                                    |                                      | Indicado     |
| 61ª do BAFTA                                 | Melhor direção                                  | Paul Thomas Anderson                 | Indicado     |
| 61ª do BAFTA                                 | Melhor roteiro adaptado                         | Paul Thomas Anderson                 | Indicado     |
| 61ª do BAFTA                                 | Melhor ator                                     | Daniel Day-Lewis                     | Venceu       |
| 61ª do BAFTA                                 | Melhor ator coadjuvante                         | Paul Dano                            | Indicado     |
| 61ª do BAFTA                                 | Melhor trilha sonora                            | Jonny Greenwood                      | Indicado     |
| 61ª do BAFTA                                 | Melhor design de produção                       | Jack Fisk, Jim Erickson              | Indicado     |
| 61ª do BAFTA                                 | Melhor fotografia                               | Robert Elswit                        | Indicado     |
| 61ª do BAFTA                                 | Melhor som                                      | Matthew Wood                         | Indicado     |
| Belgian Syndicate of Cinema Critics          | Grand Prix                                      |                                      | Indicado     |
| 13ª Broadcast Film Critics Association 2008  | Melhor filme                                    |                                      | Indicado     |
| 13ª Broadcast Film Critics Association 2008  | Melhor ator                                     | Daniel Day-Lewis                     | Venceu       |
| 13ª Broadcast Film Critics Association 2008  | Melhor trilha sonora                            | Jonny Greenwood                      | Venceu       |
| Directors Guild of America 2008              | Melhor direção em filme                         | Paul Thomas Anderson                 | Indicado     |
| Globo de Ouro 2008                           | Melhor ator - drama                             | Daniel Day-Lewis                     | Venceu       |
| Globo de Ouro 2008                           | Melhor filme - drama                            |                                      | Indicado     |
| International Online Film Critics' Poll 2009 | Melhor filme                                    |                                      | Indicado     |
| International Online Film Critics' Poll 2009 | Top 10 de filmes                                |                                      | Venceu       |
| International Online Film Critics' Poll 2009 | Melhor direção                                  | Paul Thomas Anderson                 | Indicado     |
| International Online Film Critics' Poll 2009 | Melhor ator                                     | Daniel Day-Lewis                     | Venceu       |
| International Online Film Critics' Poll 2009 | Melhor elenco                                   | Paul Thomas Anderson                 | Indicado     |
| International Online Film Critics' Poll 2009 | Melhor roteiro adaptado                         | Paul Thomas Anderson                 | Indicado     |
| International Online Film Critics' Poll 2009 | Melhor design de produção                       | Jack Fisk, Jim Erickson              | Indicado     |
| International Online Film Critics' Poll 2009 | Melhor fotografia                               | Robert Elswit                        | Indicado     |
| International Online Film Critics' Poll 2010 | Top 10 de filmes da década                      |                                      | Venceu       |
| International Online Film Critics' Poll 2010 | Melhor ator da década                           | Daniel Day-Lewis                     | Indicado     |
| Los Angeles Film Critics Association 2008    | Melhor filme                                    |                                      | Venceu       |
| Los Angeles Film Critics Association 2008    | Melhor direção                                  | Paul Thomas Anderson                 | Venceu       |
| Los Angeles Film Critics Association 2008    | Melhor ator                                     | Daniel Day-Lewis                     | Venceu       |
| Los Angeles Film Critics Association 2008    | Melhor roteiro adaptado                         | Paul Thomas Anderson                 | Vice-campeão |
| Los Angeles Film Critics Association 2008    | Melhor fotografia                               | Robert Elswit                        | Vice-campeão |
| Los Angeles Film Critics Association 2008    | Melhor design de produção                       | Jack Fisk                            | Venceu       |
| Los Angeles Film Critics Association 2008    | Melhor trilha sonora                            | Jonny Greenwood                      | Vice-campeão |
| National Society of Film Critics 2008        | Melhor filme                                    |                                      | Venceu       |
| National Society of Film Critics 2008        | Melhor direção                                  | Paul Thomas Anderson                 | Venceu       |
| National Society of Film Critics 2008        | Melhor ator                                     | Daniel Day-Lewis                     | Venceu       |
| National Society of Film Critics 2008        | Melhor roteiro                                  | Paul Thomas Anderson                 | Indicado     |
| National Society of Film Critics 2008        | Melhor fotografia                               | Robert Elswit                        | Venceu       |
| SAGA 2008                                    | Melhor ator                                     | Daniel Day-Lewis                     | Venceu       |
| Writers Guild of America Awards 2008         | Melhor roteiro adaptado                         | Paul Thomas Anderson                 | Indicado     |
| Producers Guild of America Awards            | Melhor filme                                    |                                      | Indicado     |
| American Society of Cinematographers Awards  | Melhor fotografia em lançamento cinematográfico | Robert Elswit                        | Venceu       |